# Schankweiler
Schankweiler ist eine Ortsgemeinde im Eifelkreis Bitburg-Prüm in Rheinland-Pfalz. Sie gehört der Verbandsgemeinde Südeifel an.

## Geographie

### Geographische Lage
Das Gemeindegebiet liegt im Naturpark Südeifel und reicht vom Nordhang des Ferschweiler-Plateaus bis hinab ins Enztal. Zu Schankweiler gehört auch der Wohnplatz Rohrbachermühle.

### Nachbarorte
Nachbarorte von Schankweiler sind die Ortsgemeinden Peffingen im Nordosten, Holsthum im Südosten, Ferschweiler im Süden, und Nusbaum im Nordwesten, sowie die bereits zur Verbandsgemeinde Bitburger Land gehörenden Ortsgemeinden Enzen und Stockem im Norden.

## Geschichte
Gräberfunde liefern den Beweis für eine frühe Besiedlung dieses Raumes. Der älteste Fund ist die Steinkiste auf dem Hartberg, ein Kollektivgrab aus der ausgehenden Jungsteinzeit. Von der Zeit der Schnurkeramiker über die Hallstattkultur bis zu den Römern sind Hinterlassenschaften nachgewiesen. Die Franken hinterließen ein ausgedehntes Gräberfeld und verschiedene Einzelgräber nordwestlich des Ortes. Zentral im Ort wurden zudem Hügelgräber aus dem 12. bis 11. Jahrhundert v. Chr. und somit aus der Bronzezeit entdeckt. So ist in diesem Gebiet von rund 4000 Jahren kontinuierlicher Siedlungsgeschichte auszugehen.
Die erste namentliche Erwähnung des Dorfes Schankweiler (Crenchovilare) zeigt eine Schenkungsurkunde von 721, in der Bertrada und ihr Sohn Charibert ihren geschlossenen Besitz Crenchovillare im Bedgau an der Prüm dem Kloster Echternach schenken.
Im frühen Mittelalter gehörte Schankweiler ebenso wie Holsthum zur luxemburgischen Herrschaft Bourscheid, die ab 1496 im Besitz von verschiedenen Linien des Adelsgeschlechts derer von Metternich und 1753 an den Freiherren Schenk von Schmidtburg kam.
Die Pfarrei Schankweiler gehörte zum Dekanat Bitburg im Erzbistum Trier, Holsthum war eine Filiale von Schankweiler. Schutzpatron der Kirche war immer St. Michael. 1570 wurde die Pfarrei noch Hoilzwiler genannt, in einem Visitationsprotokoll aus dieser Zeit wurde Holtzwiler durch Schunkwiler ersetzt. Von 1658 ist nur noch der heutige Name Schankweiler im Gebrauch. 1594 wurde die heutige Kirche errichtet oder erneuert. Der Turm, ohne Helm, und die Sakristei wurden 1729 angebaut. 1796 wurden die beiden Glocken im ersten Koalitionskrieg von den Franzosen beschlagnahmt. Heute ist St. Michael in Schankweiler eine Filialkirche von Holsthum und gehört seit 2011 zur Pfarreiengemeinschaft Irrel im Dekanat Bitburg.
Im Jahre 1757 ist noch kein Schulgebäude vorhanden, es gab aber eine „Winterschule“, der Lehrer wurde jeweils für drei Monate eingestellt.
Die Inbesitznahme des Linken Rheinufers durch französische Revolutionstruppen beendete die alte Ordnung. Schankweiler wurde französisch und von 1795 bis 1814 Teil der Französischen Republik (bis 1804) und anschließend des Französischen Kaiserreichs. Der Ort war in dieser Zeit Sitz einer Mairie, die zum Departement der Wälder gehörte. Nach der Niederlage Napoleons wurde das ehemals luxemburgische Gebiet östlich der Sauer und der Our 1815 auf dem Wiener Kongress dem Königreich Preußen zugeordnet. Damit kam Schankweiler 1816 zum Kreis Bitburg im Regierungsbezirk Trier. Aus der Mairie wurde die bis 1914 bestehende Bürgermeisterei Schankweiler, die nachfolgend in die Bürgermeisterei Wolsfeld (ab 1927 Amt Wolsfeld) aufging.
Nach dem Ersten Weltkrieg zeitweise französisch besetzt, und nach dem Zweiten Weltkrieg der französischen Besatzungszone zugeordnet, ist der Ort seit 1946 Teil des damals neu gebildeten Landes Rheinland-Pfalz. Im Zuge der ersten rheinland-pfälzischen Verwaltungsreform wurde das Amt Wolsfeld 1970 aufgelöst und Schankweiler mit fünf weiteren Gemeinden der neu gebildeten Verbandsgemeinde Irrel zugeordnet, die wiederum zum 1. Juli 2014 in der Verbandsgemeinde Südeifel aufging.
Statistik zur Einwohnerentwicklung
Die Entwicklung der Einwohnerzahl von Schankweiler, die Werte von 1871 bis 1987 beruhen auf Volkszählungen:
| Jahr | Einwohner |
| ---- | --------- |
| 1815 | 220       |
| 1835 | 278       |
| 1871 | 297       |
| 1905 | 260       |
| 1939 | 215       |
| 1950 | 214       |
| 1961 | 226       |

| Jahr | Einwohner |
| ---- | --------- |
| 1970 | 233       |
| 1987 | 200       |
| 1997 | 200       |
| 2005 | 192       |
| 2011 | 194       |
| 2017 | 193       |
| 2023 | 203       |

## Politik

### Gemeinderat
Der Gemeinderat in Schankweiler besteht aus sechs Ratsmitgliedern, die bei der Kommunalwahl am 9. Juni 2024 in einer Mehrheitswahl gewählt wurden, und dem ehrenamtlichen Ortsbürgermeister als Vorsitzendem.

### Bürgermeister
Lothar Gansen wurde am 9. Mai 2023 Ortsbürgermeister von Schankweiler, nachdem er bereits zuvor als Erster Beigeordneter die Amtsgeschäfte geführt hatte. Da für eine am 5. März 2023 angesetzte Direktwahl kein Wahlvorschlag eingereicht wurde, oblag die Neuwahl gemäß rheinland-pfälzischer Gemeindeordnung dem Rat der Gemeinde. Diese entschied sich für den bisherigen Ersten Beigeordneten der Gemeinde. Bei der Direktwahl am 9. Juni 2024 wurde er als einziger Bewerber mit einem Stimmenanteil von 83,0 % für weitere fünf Jahre in seinem Amt bestätigt.
Gansens Vorgänger Gerhard Schmalen hatte das Amt 2009 übernommen. Zuletzt bei der Direktwahl am 26. Mai 2019 wurde er mit einem Stimmenanteil von 78,72 % für weitere fünf Jahre in seinem Amt bestätigt. Gerhard Schmalen verstarb jedoch am 16. Juli 2022. Schmalens Vorgänger Alois Pelletier hatte das Amt seit 1994 ausgeübt.

### Wappen
| Wappen von Schankweiler | Blasonierung: „In Rot ein silberner, siebenfach gestufter Treppengiebel, belegt mit einer roten, silbern betagleuchteten Kapelle mit Dachreiter über blauem Wellenbalken, begleitet rechts von einem silbernen Becher, links von einem silbernen Eichenblatt mit drei silbernen Eicheln.“ |
| Wappen von Schankweiler | Wappenbegründung: Der im Wappen in Silber dargestellte Treppengiebel steht für die Bauform des Pfarrkirchenturmes im Ort. Stilisiert auf dieser Fläche erscheint die Westfront der auf einer Anhöhe oberhalb des Ortes liegenden Wallfahrtskapelle Mariahilf, die im Jahre 1762 erbaut wurde. Vorne im Wappen steht aus der Tradition der Schnurkeramik bzw. der sich daraus entwickelnden Becherkultur ein Becher mit Nickeldrahtverzierung aus dem spätneolithischen Steinkistengrab von Schankweiler. Er weist auf die frühe Besiedlung hin. Das Motiv Traubeneiche deutet auf den Wald und die Entstehung des Ortsnamens. Den Fluss Enz, an dem der Ort liegt, symbolisiert der waagerecht liegende Wellenbalken. |

## Kultur und Sehenswürdigkeiten

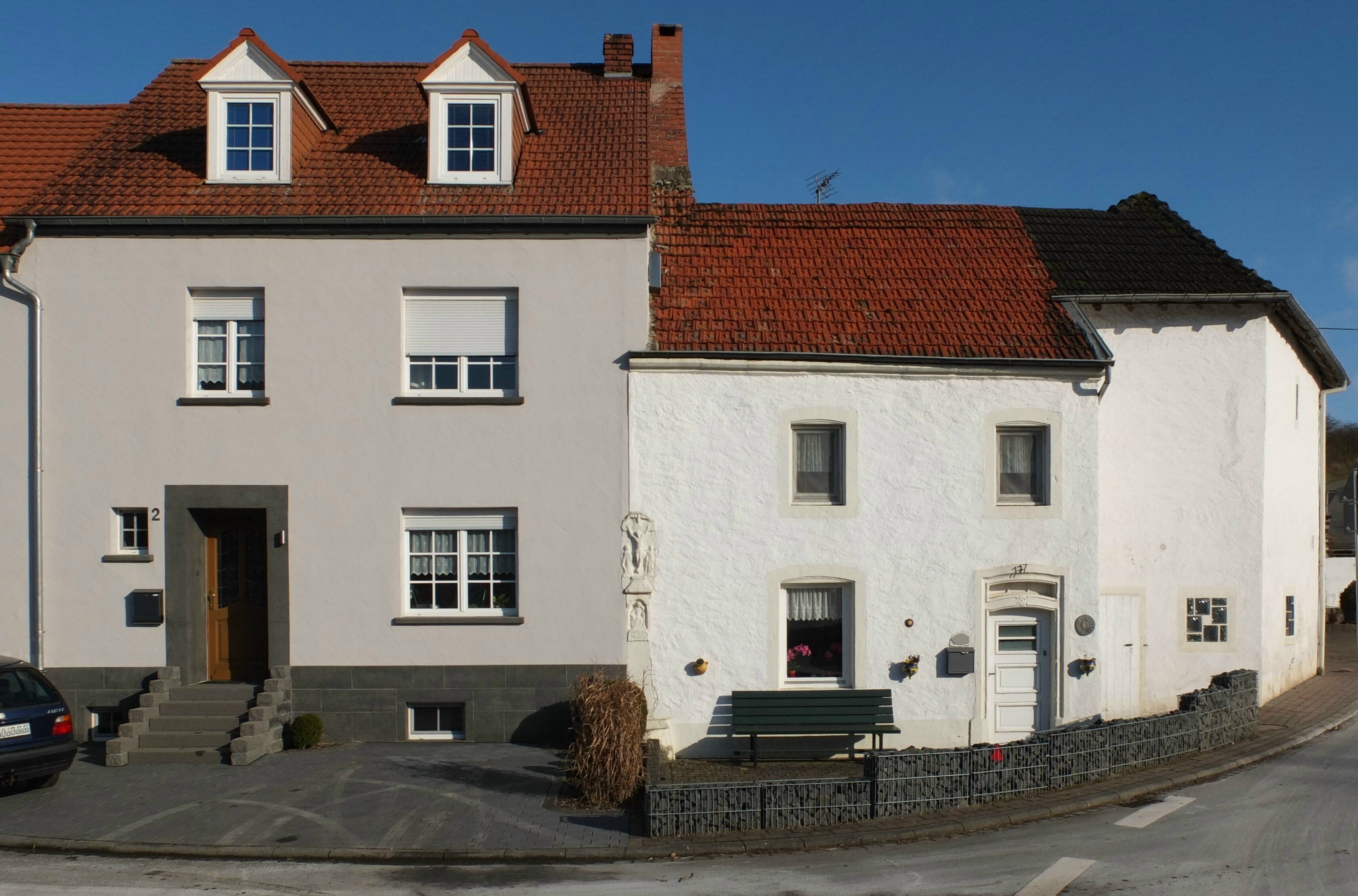

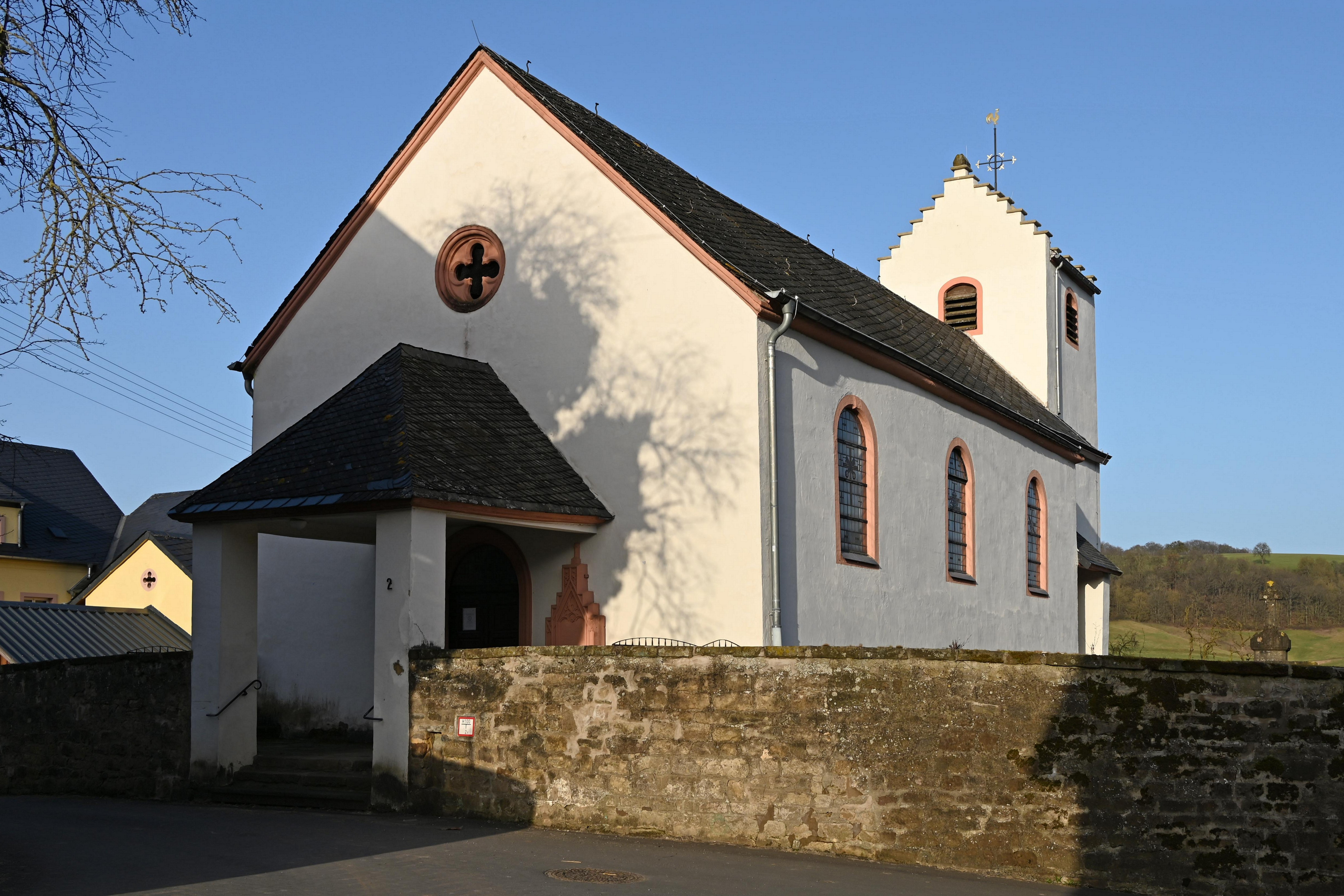
Pfarrkirche St. Michael

### Bauwerke
- Die Schankweiler Klause ist eine 1762/63 errichtete Wallfahrtskirche mit wertvollem Hochaltar.
- Die Pfarrkirche St. Michael ist ein einschiffiger Bau mit Kreuzrippengewölbe mit Ursprung im 16. Jahrhundert.
- Das Fraubillenkreuz ist ein Menhir, der zu einem Kreuz umgearbeitet wurde. Er steht an einem Wegrand auf dem Ferschweiler-Plateau in der Eifel, zwischen Ferschweiler, Schankweiler, Nusbaum und Bollendorf.
- Schaftkreuz an einem Gehöft auf der gegenüberliegenden Enzseite
- Die Steinkiste auf dem Hartberg befindet sich nordöstlich des Dorfes.

Siehe auch: Liste der Kulturdenkmäler in Schankweiler

### Grünflächen und Naherholung
- Wanderwege in und um Schankweiler[19][20][21]

### Regelmäßige Veranstaltungen
- Jährliches Kirmes- bzw. Kirchweihfest wird am ersten Wochenende im Juli gefeiert.

## Verkehr
Schankweiler liegt an der Landesstraße 2 und wird von ihr an das überregionale Straßennetz angeschlossen.